# Tulpanträd
Tulpanträd (Liriodendron tulipifera) är en art i familjen magnoliaväxter och förekommer naturligt i östra USA. Arten odlas som prydnadsväxt i södra Sverige, men blir ett stort träd som inte är lämpligt för små trädgårdar.

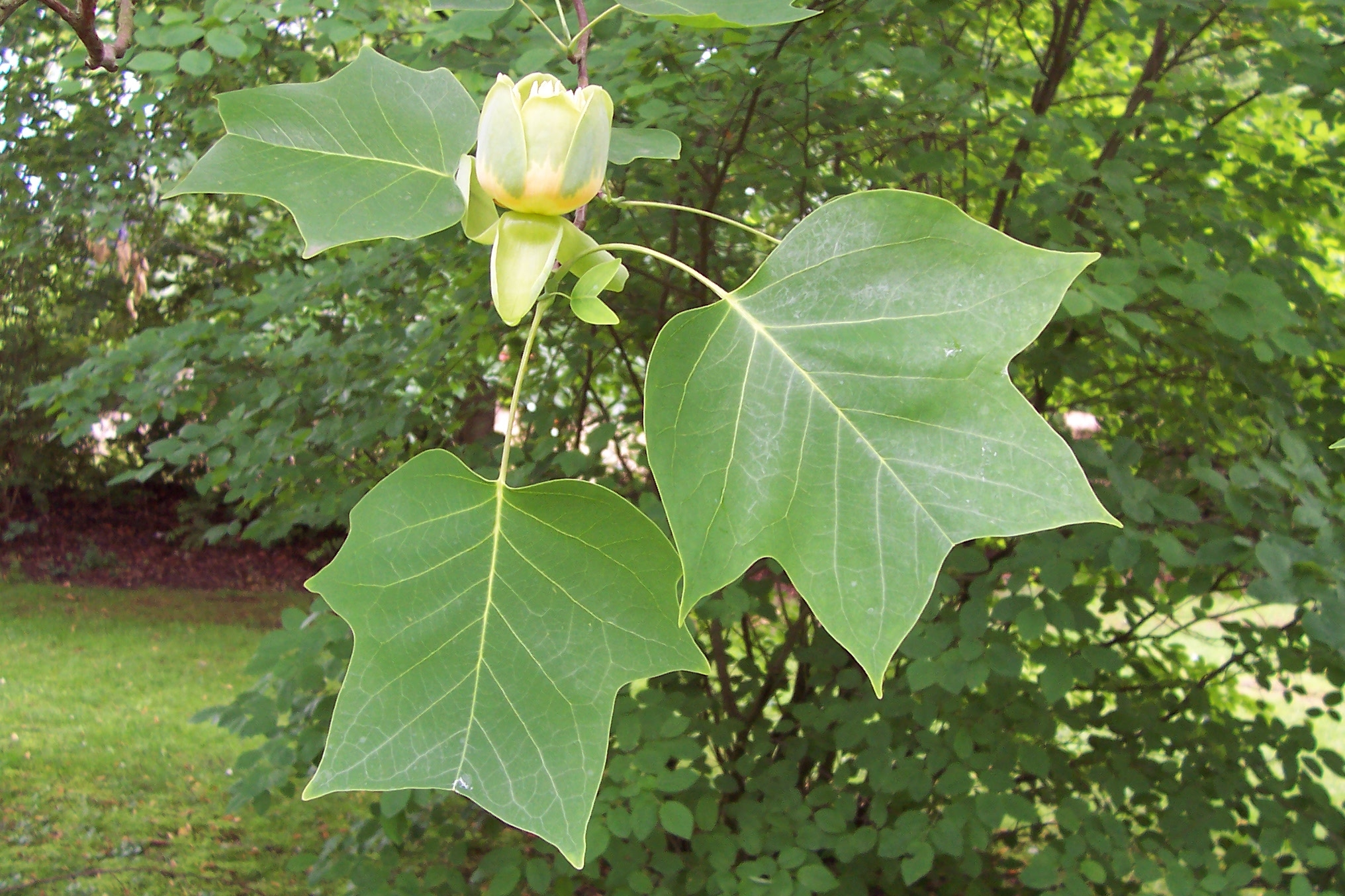
De karaktäristiska bladen.

Trädet blir upp till 60 meter högt som vildväxande, men är vanligen mycket lägre. Det är lövfällande och får med tiden en djupt fårad bark. Stiplerna är stora (3,5 cm) och omsluter först knoppen. De sitter kvar en tid efter att bladet utvecklats, men faller senare av. Bladskaften är långa, 5-10 cm. Bladskivorna blir 7-12 cm lång och är mycket karaktäristiska med tvärt avhuggna eller grunt urnupna spetsar och vanligen en till två sidoflikar på varje sida. De är ljust gröna och med tiden får de en något blådaggig undersida. Bladen kan liknas vid en stiliserad tulpan. Höstfärgen är gul till guldgul. Blommorna blir cirka 10 cm i diameter och sitter ensamma, de är toppställda, doftlösa och tulpanlika. Hyllet består av 9 hylleblad, de yttre tre är tillbakadragna och foderbladslika, de inre sex är kronbladslika. De är blekt gröna och de inre sex hyllebladen har ett orange tvärband nära basen. Ståndarna är talrika. Karpellerna är många och sitter i spiral i en upp till 7 cm lång, kottelik samling. Varje karpell har två fröämnen. Tulpanträdet blommar runt midsommar och framåt i Sverige, men räknas som vårblommande i sin naturliga miljö.
Den västliga gränsen av utbredningsområdet sträcker sig från Indiana över Arkansas till Lousiana. Arten växer i låglandet och i bergstrakter upp till 1500 meter över havet. De första blommorna utvecklas efter 15 till 20 år och blomningen sker under våren eller tidiga sommaren. På grund av några ämnen i barken kan trädet uthärda bränder. Tulpanträdet hittas i fuktiga skogar och i träskmarker med träd.
För beståndet är inga hota kända. Hela populationen anses vara stabil. IUCN listar arten som livskraftig (LC).

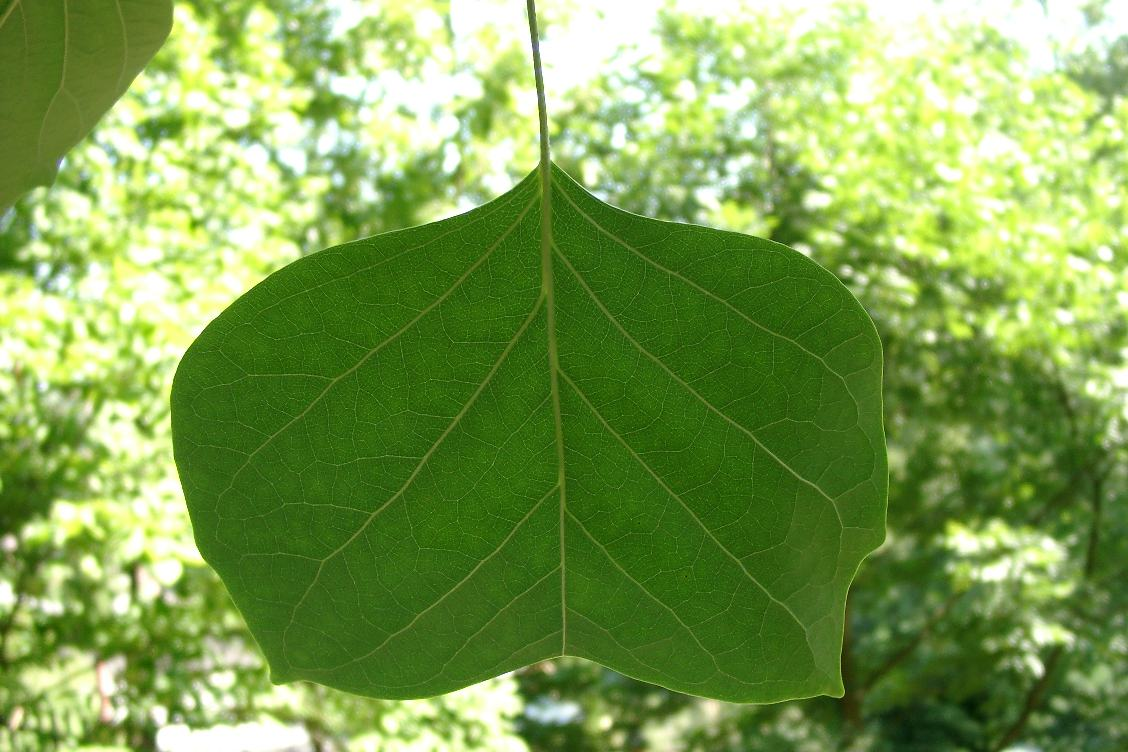
'Integrifolium'

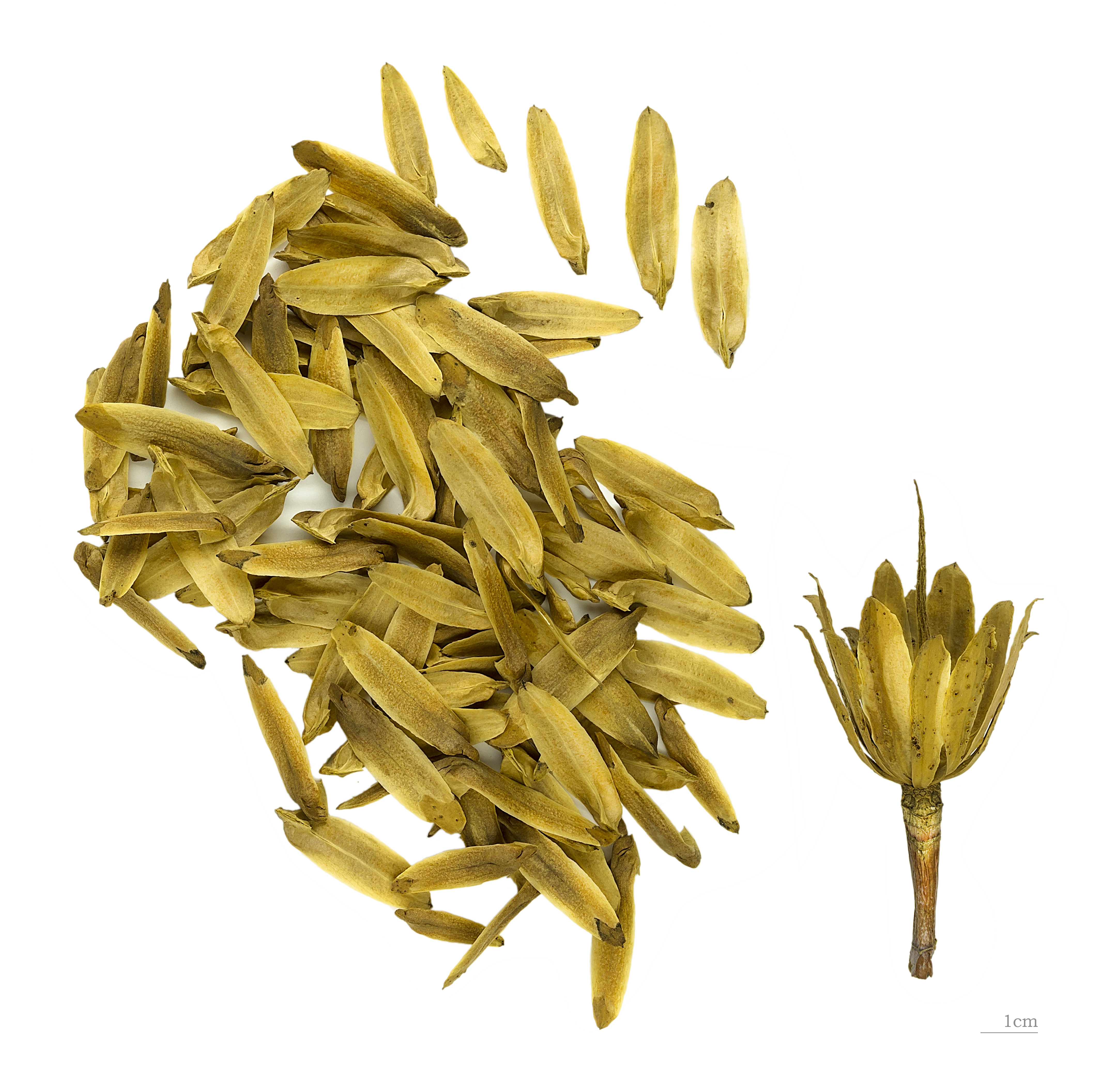
Liriodendron tulipifera

## Sorter och hybrider
Det förekommer ett flertal selekterade sorter som planteras i trädgårdar och parker.
- 'Ardis' - är en kompakt växande sort med smala blad.
- 'Arnold' - en pelarformig sort.
- 'Aureomarginatum' - har blad med gula kanter.
- 'Compactum' - är i alla delar mindre än vanligt för arten.
- 'Crispum'- har vågiga blad.
- 'Fastigiatum' - är en pelarformig sort.
- 'Glen Gold' - har blad som är guldgula som unga, senare gröngula.
- 'Heltorf' - saknar sidoflikar och liknar 'Integrifolia', men har glesare växt.
- 'Integrifolium' - bladen saknar sidoflikar.
- 'Mediopictum' ('Aureopictum') - bladen har en gul fläck i mitten av bladskivan.
- 'Purgatory' - bladen har i mitten en oregelbunden fläck i limegrönt och gult.
- 'Roodhaan' - har vågiga blad med rundade flikar.

Tulpanträdet har korsats med den nära släktingen kinesiskt tulpanträd (L. chinensis) och ett flertal sorter har introducerats, se tulpanträdsläktet.

## Synonymer
Liriodendron fastigiatum Dippel
Liriodendron heterophyllum K.Koch
Liriodendron integrifolium Steud
Liriodendron obtusilobum K.Koch
Liriodendron procerum Salisb
Liriodendron truncatifolium Stokes
Liriodendron tulipifera var. acutiloba Michx
Liriodendron tulipifera var. obtusiloba Michx
Tulipifera liriodendrum Mill